# 禁じられた生きがい
『禁じられた生きがい』（きんじられたいきがい）は、日本のシンガーソングライターである岡村靖幸の5枚目のオリジナル・アルバム。
1995年12月13日にEPIC・ソニーからリリースされた。前作『家庭教師』（1990年）よりおよそ5年振りにリリースされた作品であり、全作詞および作曲、編曲およびプロデュースをすべて岡村が担当している。本作では書き下ろしの楽曲は少なく、ライブ等で既に披露されていた既発曲が多くを占めている。
本作は当初1991年にリリースが予定されていたものの、岡村の体調不良やトラブルの発生などにより6回に亘ってリリースが延期され、前作から5年の歳月を経てようやくリリースされることとなった。本作ではバブル崩壊後の価値観の変化の他にヘアヌード写真集や援助交際などの社会現象が蔓延したことにより、岡村の楽曲が有する世界観と社会情勢が合致しないことから制作が難航し、結果として合致しないことによる苦悩をそのまま表現した歌詞の楽曲も収録されることとなった。
本作からは先行シングルとして「ターザン ボーイ」および「パラシュート★ガール」の他にNHK-FM音楽番組『ミュージックスクエア』（1990年 - 2009年）のオープニングテーマとして使用された「チャーム ポイント」がシングルカットされ、後に「Peach X'mas」がリカットとしてリリースされた。本作はオリコンアルバムチャートにおいて最高位第8位となったものの売り上げ枚数は10万枚を超え、岡村のアルバムとしては過去最高の売り上げ枚数となった。しかし本作以降再びオリジナル・アルバムのリリースが途絶え、およそ9年後に次作『Me-imi』（2004年）がリリースされることになった。

## 背景
前作『家庭教師』（1990年）をリリース後、岡村靖幸は12月1日に同作からのリカットとして14枚目となるシングル「カルアミルク」をリリース。同年12月31日から1991年1月6日にかけては渋谷PARCO劇場においてスペシャルイベント「年末年始、岡村クンと過ごそう!」を実施、全6日間の公演における2400席分のチケットは発売と同時に売り切れとなった。3月14日にはフジテレビ系バラエティ番組『森田一義アワー 笑っていいとも!』（1982年 - 2014年）の1コーナー「テレフォンショッキング」に吉川晃司からの紹介で2度目の出演を果たし、次週のゲストとしてPSY・S所属のCHAKAを紹介した。その後「Tour“家庭教師”」と題したコンサートツアーを3月16日および17日に中野サンプラザホールにて、3月21日に大阪厚生年金会館大ホールにて全3公演実施した。さらに同年には「岡村靖幸 LIVE TOUR '91」と題したコンサートツアーを10月10日の大阪フェスティバルホールを皮切りに11月25日および26日の中野サンプラザホール2日間連続公演まで7都市全9公演を実施した。
1992年6月10日には楽曲提供した渡辺美里のシングル「泣いちゃいそうだよ」がリリースされる。9月19日にはニューヨークで開催予定であった「JAPAN ROCK in NY」の中止が決定、本来であれば岡村は吉川とジョイント・ライブを行う予定であった。10月21日には16枚目のシングル「パラシュート★ガール」がリリースされ、11月には「Peach X'mas」がシングルとしてリリースされる予定であったが直前になって戦略的な見地によりリリースが中止された。同年に岡村は「Tour”禁じられた生きがい”」と題したコンサートツアーを11月26日の名古屋市民会館公演から12月25日および26日の東京ベイNKホール2日間連続公演まで7都市全8公演を実施した。ツアー直後のファンクラブ会報には「シングル『妻になってよ』来月発売!」と掲載されたもののリリースはされず、幻のシングルとなった。
前述のツアーを最後に岡村は活動を休止し表舞台からは完全に姿を消す状態となり、同年から1994年に掛けて数回に亘って本作のリリース延期が発表される事態となった。1994年10月23日にはAIR-G'のラジオ番組『FM ROCK KIDS』（1988年 - 2001年）のイベントにおいて岡村のコメントが発表され、約2年ぶりのメディア登場となった。1995年10月21日には17枚目のシングル「チャーム ポイント」がリリースされ、11月2日から30日に掛けてベイエフエムのラジオ番組『ラジオのチカラ」に出演し太田裕美の「木綿のハンカチーフ」（1975年）を演奏、11月16日にはラフォーレ飯倉にてマスコミに向けたコンベンションとなる“岡村靖幸「復活祭」”が実施された。

## 録音、制作
本作のレコーディングは1991年5月に開始されたが、同年12月1日に岡村の声帯に異常が発見されたためレコーディングは中断されることになった。翌1992年1月中は通院する生活が継続され、2月よりレコーディングが再開されたものの岡村は「声質が変わったかもしれない」と喉の状態を気遣いながらの再開となった。3月には「妻になってよ」のトラックダウンが終了し、気分転換を兼ねて伊豆のコテージで作詞を行うものの頓挫する。3月には喉の状態が悪化し、回復しないことから2回目の本作のリリース延期が決定される。5月には新曲として制作された「パラシュート★ガール」のトラックダウンが終了し、7月には喉の異常が完治したことからレコーディングが本格的に再開される。8月には音楽制作のための作業が増加し、新たな要素を完全なものとして仕上げるために3回目のリリース延期が決定、しかし8月中旬頃には残りの楽曲の完成形が見えている状態になった。
10月には新作のタイトルが『禁じられた生きがい』であり11月21日にリリース予定と発表されたものの、同月に4回目のリリース延期が発表される。1993年1月にはレコーディングが再開される予定であったが2月からに変更され、改めて2月よりレコーディングが再開された。過酷なレコーディング作業が影響し、4月に岡村は体調を崩しレコーディングが中止され、休養しながら作詞作業を行う形に変更を余儀なくされる。7月にはレコーディング作業が再開され、8月にはレコード会社側からミニ・アルバムとしてのリリースを打診されて検討していたが、9月には慣れ親しんだレコーディングスタジオが突如閉鎖されたことから自身に合った別のスタジオを探すことを余儀なくされた。10月には新たなレコーディングスタジオが決定し、11月にはミニ・アルバムとしてのリリース案を破棄、レコード会社側はフルアルバムの完成を待つ形になった。12月には過酷なボーカルレコーディングが原因となり喉の異常が再発、年内のレコーディングがすべて中止となり6回目のリリース延期が決定される。
翌1994年の6月まで岡村は全く活動しておらず、同月には担当ディレクターが人事異動によって現場から去り、周囲からはアルバムのリリース中止が囁かれ始める事態となった。しかし7月には新たなディレクターが決定し喉の異常が完治したために、スタッフ側から新作の発表プランが検討されることになる。8月にはレコーディングが再開され、全スタッフがスタジオに集合し「今度こそ!」という機運が高まる状態になった。11月には岡村が関与しないところで所属プロダクション内のトラブルが発生し契約問題にまで発展するものの、12月には翌年秋に新作発表を目指したプランが完成し岡村もそれに同意した。1995年2月にはレコーディング計画が完成し、3月には担当マネージャーがプロダクションを退社したことからマネージャー不在の状態になったものの、6月のスタッフ・ミーティングにおいて10月にシングル、11月にアルバムのリリースが正式に決定、さらに7月には翌年1月からのコンサートツアーが正式に決定された。8月には新プロダクションである「リアルロックス」と契約し、新曲となる「チャーム ポイント」のトラックダウンが終了する。9月には本作のリリースが12月13日に変更されることが発表され、10月20日にはようやく本作が完成に至ることになった。

## 音楽性と歌詞
芸術総合誌『ユリイカ7月臨時増刊号 総特集=岡村靖幸』においてライターのばるぼらは、前作が出色の出来であったことからそれを超える作品が制作できず難航したのではないかと推測したが、岡村自身は男性ファッション誌『asayan』1996年3月号のインタビューにおいて前作『家庭教師』制作後に制作意欲が失せ、完璧な作品であったためにその後に制作すべきものが見出せない状態に陥ったことが原因であるとコメントしており、「あれが、第一期の終わりみたいな感じだったのかもしれない」とも述べている。その後完成形が見えないままに漠然とレコーディングを開始した結果、レコーディング期間が長期に亘ることになり、前年に制作した楽曲が古く感じることや、現状の方がさらに良い曲に出来るとの思いから再制作を繰り返すなど泥沼状態になり、結果として本作ではトータリティが重視されていないとばるぼらは述べている。本作収録曲は60から70曲程度の候補曲の中から選定されたものであるとの説もあり、ばるぼらはこの点に関して「曲は粒ぞろいだけども、アルバム単位で聴くことで別の世界観が広がる、という印象は受けない」と述べている。
前作から本作のリリースに至るまでの間に発生したバブル崩壊の影響により1980年代までの価値観も崩壊したとばるぼらは述べており、岡村の歌詞世界に描かれていた「キラキラして少しエッチな青春のライフスタイル」というものが懐古的なものに変化し、1990年代のリアルな情勢を如何にして作品に落とし込むのかという面で岡村は苦悩していたのではないかと推測した上で、岡村が苦悩を苦悩として描いたのが「チャーム ポイント」であると主張している。当時の岡村を特に苦悩させたものはヘアヌードと援助交際であるとばるぼらは主張し、1991年に樋口可南子の写真集『water fruit』および宮沢りえの写真集『Santa Fe』が陰毛を露出した状態で撮影されていたにも拘わらず摘発されなかったことから事実上の解禁状態となり、続々とヘアヌード写真集が発売される事態になったことについて岡村は戸惑いを隠せず、1996年2月7日放送のフジテレビ系音楽トーク番組『TK MUSIC CLAMP』（1995年 - 1998年）に出演した際も司会の小室哲哉に対して「『うーん、あんまり見せるなよ』とも思うじゃないですか」と発言している。また岡村は援助交際のように女子高生が性的な社会問題を一つの価値観として割り切っていた情勢に対しては複雑な感情を抱いており、ばるぼらは岡村が得意とする「青春や恋愛における論理的でないにも関わらず状況を突破しようとする力」とは極めて相性が悪い性質のものであったと述べている。
さらに岡村が当時意識していたものとして、ばるぼらはアメリカ合衆国のテレビドラマ『ツイン・ピークス』（1990年 - 1991年）を始めとするサイコホラー作品の台頭を挙げており、岡村も嗜好していたものの同様の世界観の作品がポピュラリティを得たことについては結論が出せず、作詞の面で難航する原因になったと述べている。岡村は前作が完璧すぎたために次作の構想が浮かばず、さらに時代の変化も影響した結果さらに作品制作が難航したが、「チャーム ポイント」の歌詞が完成したことでようやく状況を打破することが出来たという。

## 楽曲
1. 「あばれ太鼓」
インストゥルメンタルの楽曲。岡村の担当プロモーターであったEPIC・ソニー所属の福田良昭によれば、本作は歌詞が付いた「歌もの」として制作されていたが、インストゥルメンタルとしてもクオリティが高くそのままでも収録が可能であると判断され、本作の中で最後に収録が決定された楽曲となった[12]。
2. 「青年14歳」
歌詞中の「サッカー見よう」の部分は1993年に開幕したJリーグを踏まえたものではないかとばるぼらは推測している[8]。
3. 「クロロフィル・ラブ」
歌詞中の「中国産の石鹸」とは、1995年に一部で流行した中国産の「やせる石鹸」のことではないかとばるぼらは推測している[8]。
4. 「ターザン ボーイ」
15枚目のシングル。詳細は「ターザン ボーイ」の項を参照。
5. 「妻になってよ」
ファンクラブ会報においてシングルリリースの予定が告知されていたが、結果としてリリースされず幻のシングルとなった[6]。福田は「妻になってよ」という言葉が岡村の過去作における青春や恋愛をテーマにした楽曲とステージが異なる表現であったために衝撃を受けたと述べ、当時の編成会議において冒険的な試みではあったものの本曲をシングルカットするという提案がなされ型式も決定していたが没になったと述べている[12]。
6. 「パラシュート★ガール」
16枚目のシングル。詳細は「パラシュート★ガール」の項を参照。
7. 「どぉしたらいいんだろう」
アルバム『家庭教師』収録の「(E)na」のミュージック・ビデオにのみ収録されているイントロ部分を発展させた内容になっており、曲中の「だ・け・ど」の部分は岡村プロデュースによる川本真琴のシングル「愛の才能」（1996年）においても使用された[8]。
8. 「Peach X'mas」
18枚目のシングルとしてリカットされた。詳細は「Peach X'mas」の項を参照。
9. 「チャーム ポイント」
17枚目のシングル。本作にはシングルのカップリング曲として収録されていた「Private mix」が収録されている。詳細は「チャーム ポイント」の項を参照。

## リリース、ツアー
本作は当初1991年にリリースが予定されており、1992年にはアルバムタイトルが発表され同名のコンサートツアーも実施されたにも拘わらず、岡村の体調不良や様々なトラブルにより6回におよぶリリース延期が行われた。その後1995年12月13日にEPIC・ソニーからCDおよびMDの2形態でようやくリリースされるに至った。CD初回盤にはジャケット手前に配置された光の当て方で色が変化する特殊な印刷技術によるカードが付属していた。本作からは1991年7月25日に「ターザン ボーイ」、1992年10月21日に「パラシュート★ガール」、1995年10月21日にNHK-FM音楽番組『ミュージックスクエア』（1990年 - 2009年）のオープニングテーマとして使用された「チャーム ポイント」が先行シングルとしてリリースされたほか、同年12月23日に「Peach X'mas」がリカットとしてリリースされた。本作を受けたコンサートツアーは「Tour”真・禁じられた生きがい”」と題し、1996年1月10日の広島厚生年金会館公演を皮切りに、同年2月13日の日本武道館公演まで9都市全13公演が実施された。
本作は1999年12月31日にCDにて再リリースされ、2005年3月16日には8枚組CD+2枚組DVDのボックス・セット『岡村ちゃん大百科～愛蔵盤』に収録される形で紙ジャケット仕様のデジタル・リマスタリング盤として再リリースされた。2012年2月15日にはBlu-spec CDとして再リリースされ、初回プレス分は紙ジャケットおよびピクチャーレーベル仕様となっていた。また、2012年の再リリースに合わせて発表された「岡村靖幸アルバム・ライナー・ノーツ」の募集企画では横山剣（クレイジーケンバンド）、フミ (POLYSICS) 、南Q太、橋本絵莉子（チャットモンチー）、直枝政広（カーネーション）、大根仁、七尾旅人、小出祐介 (Base Ball Bear)、いしわたり淳治、オカモトレイジ (OKAMOTO'S) などのコメントがブックレットに掲載された。

## 批評、チャート成績
| 専門評論家によるレビュー  | 専門評論家によるレビュー |
| レビュー・スコア          | レビュー・スコア         |
| 出典                      | 評価                     |
| ------------------------- | ------------------------ |
| CDジャーナル              | 肯定的                   |
| 月刊カドカワ （渡瀬マキ） | 肯定的                   |

本作に対する評価として、音楽情報サイト『CDジャーナル』では本作が作詞および作曲、プロデュースを岡村自身が担当していること、久しぶりの新作であることを指摘した上で、1曲目については「グルーヴィなインストでまずは軽いジャブ」と表現し、2曲目以降に関しては「やっぱり彼は恋のバイブル男です。（ハート）な詞も、ハイパーでカッチョいい音もぜんぶまとめて嗚呼麗しい!! の一言!!」と絶賛、2013年のリイシュー盤においてはシングルなどで既に発表済みであった楽曲が4曲でありインストゥルメンタルも含めて新曲は5曲であったこと、さらに「トータル・コンセプトも感じられないし、ぶっちゃけいびつな作品なのだ」と指摘したものの「それさえも愛しい90年代岡村ちゃんドキュメント。「青年14歳」の問答無用のかっこよさにしびれろ！」と肯定的に評価している。文芸・音楽誌『月刊カドカワ』1996年5月号においてLINDBERG所属の渡瀬マキは、1曲目「あばれ太鼓」における岡村のシャウトに性的魅力を感じると述べた他、「青春14歳」の歌詞における「野蛮でノーパンで冗談で」という部分が特筆すべき点であるとも述べ、また「妻になってよ」に関しては「カルアミルク」（1990年）を聴いた際と同様のショックを受け「胸のキュンキュンさを感じた」と述べた。渡瀬は本作に対する総合的な評価として、「ディズニーランドに行って遊んで遊んで遊びまくって最後にシンデレラ城のむこうに打ち上げられた花火を見て、うるうるしながら両手のこぶし挙げて「サイコー!!」って叫んでしまった……そんなアルバムなんだよなー!!」と絶賛した。芸術総合誌『ユリイカ7月臨時増刊号 総特集=岡村靖幸』においてばるぼらは岡村の作品の中で本作が最もポピュラリティが高いと主張した上で、「『家庭教師』という前作がなければ、素直に良いアルバムとして評価されただろう」と述べている。
本作はオリコンアルバムチャートにて最高位第8位の登場週数8回で売り上げ枚数は16.6万枚となった。本作は岡村の作品としては最も高い売り上げ枚数を記録しており、その理由としてばるぼらは1990年代前半にブレイクしたDREAMS COME TRUEやB'zなどが安定した人気を獲得しており、ヒットチャートには登場しないものの渋谷系と呼ばれるムーブメントが頻繁に注目を集めるなど邦楽界が好景気であった影響であると述べている。また、ばるぼらは同年の音楽界において史上最多の28曲がミリオンセラーを記録したことを指摘、さらに小室哲哉の影響によりプロデューサーブームになっていたことで小林武史プロデュースによるMr.ChildrenやMy Little Lover、奥田民生プロデュースによるPUFFY、織田哲郎プロデュースによる相川七瀬などが台頭したことを受けて、岡村も翌年に川本真琴のプロデュースを手掛けていることを指摘している。

## 収録曲
- CDブックレットに記載されたクレジットを参照[22]。また、1曲目はインストゥルメンタルとなっている。

| #         | タイトル                   | 作詞・作曲 | 編曲      | 時間  |
| --------- | -------------------------- | ---------- | --------- | ----- |
| 1.        | 「あばれ太鼓」             | 岡村靖幸   | 岡村靖幸  | 3:27  |
| 2.        | 「青年14歳」               | 岡村靖幸   | 岡村靖幸  | 4:01  |
| 3.        | 「クロロフィル・ラブ」     | 岡村靖幸   | 岡村靖幸  | 5:12  |
| 4.        | 「ターザン ボーイ」        | 岡村靖幸   | 岡村靖幸  | 5:39  |
| 5.        | 「妻になってよ」           | 岡村靖幸   | 岡村靖幸  | 4:32  |
| 6.        | 「パラシュート★ガール」    | 岡村靖幸   | 岡村靖幸  | 5:23  |
| 7.        | 「どぉしたらいいんだろう」 | 岡村靖幸   | 岡村靖幸  | 4:57  |
| 8.        | 「Peach X'mas」            | 岡村靖幸   | 岡村靖幸  | 4:38  |
| 9.        | 「チャーム ポイント」      | 岡村靖幸   | 岡村靖幸  | 4:59  |
| 合計時間: | 合計時間:                  | 合計時間:  | 合計時間: | 42:48 |

## スタッフ・クレジット
- CDブックレットに記載されたクレジットを参照[23]。

### 参加ミュージシャン
1. 「あばれ太鼓」
2. 「青年14歳」
  - 松井隆雄 – マニピュレーター
  - 山本拓夫 – ホーン
  - 小林正弘 – ホーン
3. 「クロロフィル・ラブ」
  - 松井隆雄 – マニピュレーター
  - 沢野博敏 – ホーン
  - 吉田順兵衛 – ホーン
4. 「ターザン ボーイ」
  - 松井隆雄 – マニピュレーター
  - 山本拓夫 – ホーン
  - 澤田秀浩 – ホーン
  - 山本拓夫 & ターザンボーイズ – コーラス
5. 「妻になってよ」
6. 「パラシュート★ガール」
  - 松井隆雄 – マニピュレーター
  - 山本拓夫 – ホーン、コーラス
  - 本田雅人 – ホーン、コーラス
  - CHARA – ゲスト・ボーカル
7. 「どぉしたらいいんだろう」
  - 石川鉄男 – マニピュレーター
  - 沢野博敏 – ホーン
  - 吉田順兵衛 – ホーン
8. 「Peach X'mas」
  - 松井隆雄 – マニピュレーター
  - 山本拓夫 – コーラス
9. 「チャーム ポイント」
  - 松井隆雄 – マニピュレーター、バンジョー

### 録音スタッフ
- 岡村靖幸 – プロデューサー、ミキシング・エンジニア（1,3,7,9曲目）
- 伊藤敬 – レコーディング・エンジニア
- 剣持芳明 – レコーディング・エンジニア、ミキシング・エンジニア（9曲目）
- 石崎優 – レコーディング・エンジニア
- 中林慶一 – レコーディング・エンジニア
- 植松豊 – レコーディング・エンジニア
- 伊藤康宏 – レコーディング・エンジニア
- 遠山勉 – レコーディング・エンジニア、ミキシング・エンジニア（1,3,7曲目）
- 川出神八朗 – アシスタント・エンジニア
- 山口智 – アシスタント・エンジニア
- 太田英嗣 – アシスタント・エンジニア
- 湯村謙一 – アシスタント・エンジニア
- 矢沢裕子 – アシスタント・エンジニア
- 佐久間義徳 – アシスタント・エンジニア
- 松井敦史 – アシスタント・エンジニア
- 坂元達也 – ミキシング・エンジニア（2,4,5,6曲目）
- 松本靖雄 – ミキシング・エンジニア（8曲目）
- 木村健太郎 (kimken studio) – マスタリング・エンジニア
- 大本和典 – ディレクター
- 阿久津真一 – ディレクター

### 美術スタッフ
- 高橋伸明 (bahaty) – アート・ディレクション、デザイン
- 川口亮介 (bahaty) – デザイン
- 大川直人 – 写真撮影
- 阿部育子 – スタイリスト
- マスダハルミ – ヘアー&メイク・アップ
- クリーム – フォトタイプ・セッティング、フィニッシュワーク

### 制作スタッフ
- 福田良明（EPIC・ソニーレコード） – プロモーション・スタッフ
- 小坂洋二（EPIC・ソニーレコード） – エグゼクティブ・プロデューサー
- 青木高貴（リアルロックス） – エグゼクティブ・プロデューサー
- 五藤宏 – スペシャル・サンクス
- 春名源基 – スペシャル・サンクス
- 山本哲士 – スペシャル・サンクス

### 2012年リイシュー盤スタッフ
- 福田良昭（ソニー・ミュージックダイレクト） – クリエイティブ・ディレクター
- 近藤雅信 (V4) – クリエイティブ・ディレクター
- 小林忠浩 (Aim Design) – アート・ディレクション、デザイン
- 根岸篤男 (Aim Design) – アート・ディレクション、デザイン
- 望月孝則（ソニー・ミュージックコミュニケーションズ） – プロダクト・コーディネーション

## チャート
| チャート         | 最高順位 | 登場週数 | 売上数   | 出典  |
| ---------------- | -------- | -------- | -------- | ----- |
| 日本（オリコン） | 8位      | 8回      | 16.6万枚 | [ 3 ] |

## リリース日一覧
| No. | リリース日     | レーベル                                 | 規格         | カタログ番号 | 備考 | 出典                 |
| --- | -------------- | ---------------------------------------- | ------------ | ------------ | --- | -------------------- |
| 1   | 1995年12月13日 | EPIC・ソニー                             | CD           | ESCB-1705    | | [ 16 ] [ 24 ] [ 7 ]  |
| 2   | 1995年12月13日 | EPIC・ソニー                             | MD           | ESYB-7106    | | [ 25 ] [ 7 ]         |
| 3   | 1999年12月31日 | EPIC・ソニー                             | CD           | ESCB-1233    | | [ 26 ]               |
| 4   | 2005年3月16日  | エピックレコードジャパン                 | CD           | ESCL-2625    | ボックス・セット『岡村ちゃん大百科～愛蔵盤』収録 紙ジャケット仕様、デジタル・リマスタリング盤             | [ 27 ] [ 28 ]        |
| 5   | 2012年2月15日  | ソニー・ミュージックダイレクト／GT music | BSCD         | MHCL-20143   | いしわたり淳治およびオカモトレイジによるライナーノーツが掲載 紙ジャケット仕様、デジタル・リマスタリング盤 | [ 18 ] [ 29 ] [ 30 ] |
| 6   | 2012年2月15日  | ソニー・ミュージックダイレクト           | ロスレスFLAC | -            | デジタル・ダウンロード                                                                                    | [ 31 ]               |
| 7   | 2012年10月1日  | ソニー・ミュージックダイレクト           | AAC-LC       | -            | デジタル・ダウンロード                                                                                    | [ 32 ]               |